# Санто Стефано (Фиренца)
Санто Стефано је насеље у Италији у округу Фиренца, региону Тоскана.
Према процени из 2011. у насељу је живело 31 становника. Насеље се налази на надморској висини од 269 м.